# 時通
時通（1516年—？），字睿夫，錦衣衛匠籍，應天府上元縣人，明朝政治人物。

## 生平
嘉靖十九年（1540年）庚子科順天府鄉試第九十名舉人。嘉靖二十九年（1550年）中式庚戌科會試第二百五十四名，三甲第一百二十四名進士。四十一年由知府謫任山西忻州知州。

## 家族
曾祖時良；祖父時綸；父時鐸。前母張氏；母單氏。永感下。